# Prepona interrupta
Prepona interrupta är en fjärilsart som beskrevs av Le Moult 1932. Prepona interrupta ingår i släktet Prepona och familjen praktfjärilar. Inga underarter finns listade i Catalogue of Life.